# Catocala pallidamajor
Catocala pallidamajor är en fjärilsart som beskrevs av Clayton Dissinger Mell 1939. Catocala pallidamajor ingår i släktet Catocala och familjen nattflyn. Inga underarter finns listade i Catalogue of Life.